# Anna Karenina (film 1997)
Anna Karenina è un film del 1997 diretto da Bernard Rose, prima versione USA del romanzo omonimo di Lev Nikolaevic Tolstoj a essere girata in Russia, con Sophie Marceau e Sean Bean.

## Trama
Russia. Il giovane Levin, dopo essersi consultato con l'amico Stefano "Stiva" Oblonskij, prende coraggio e decide di confessare il suo amore alla giovane e bella principessa Kitty Ščerbatskaja. Riceve un netto rifiuto dalla giovane poiché ella è innamorata del giovane e affascinante ufficiale conte Vronskij. Nel frattempo, giunge a Mosca da San Pietroburgo l'elegante e misteriosa sorella di Stiva, Anna Karenina, arrivata in soccorso del fratello che vuole ottenere il perdono della moglie Dolly, tradita con l'istitutrice dei figli. Vronskij, anche lui in stazione per raggiungere sua madre, la contessa Vronskaja, rimane profondamente affascinato dalla donna; ma mentre stanno uscendo dalla stazione, un mugik rimane incastrato sotto le rotaie del treno e muore: il fatto fa presagire ad Anna un qualcosa di malaugurante. Mentre Levin va a fare visita al fratello Nicolaj, dedito al bere ed ai piaceri carnali, Kitty partecipa a un ballo dove sono invitati anche Stiva, Anna e Vronskij. L'ufficiale, talmente ammaliato dalla donna, dimentica la promessa fatta alla giovane principessa e balla con Anna per tutta la serata, suscitando non poco sdegno in lei e lasciando Anna molto turbata dalle attenzioni dell'ufficiale.
Sul treno di ritorno per San Pietroburgo, Anna si rende conto che Vronskij l'ha seguita, pazzamente innamorato di lei, sebbene sia una donna sposata, e nemmeno la presenza del marito Aleksej Karenin riesce a fermare il conte. Iniziano così dei pedinamenti, favoriti anche dalla contessa Betsy Cveskaja, amica della donna e cugina di Vronskij, che mettono Anna in imbarazzo, finché un giorno i due mentre sono da soli si abbandonano alla loro passione.
A Mosca, Kitty si è ammalata per il dispiacere procuratole da Vronskij e Levin si è rifugiato in campagna in compagnia di Stiva e si dedica alla caccia e al lavoro nei campi per dimenticare l'amore non corrisposto.
La contessa Vronskaja avverte il figlio dei pettegolezzi circa la sua relazione con Anna, ma l'uomo rifiuta di separarsi da lei. Alle corse dei cavalli degli ufficiali è presente Anna con il marito Aleksej; un incidente con il cavallo di Vronskij suscita la reazione della donna che urla spaventata e rendendo palese il loro legame affettivo; Sulla via del ritorno Anna confessa il suo tradimento con Vronskij. Karenin dona la possibilità alla moglie di dimenticare il tutto e tornare a essere una famiglia normale, ma scopre che lei è incinta del conte. Minaccia così di separarla dal figlio Serioža e le intima di non rivedere più il suo amante.
Tornato in città, Levin viene invitato a casa Oblonskij per una cena. Qui incontra Kitty e capisce che il suo amore per lei non si è mai assopito. I due si riconciliano; Kitty accetta la proposta di Levin di sposarlo e poco dopo si sposano sotto gli occhi della nobiltà russa.
A San Pietroburgo, Anna ha un aborto spontaneo. In fin di vita chiede perdono al marito Aleksej sotto gli occhi di Vronskij che cerca di suicidarsi ma fallisce. Stiva cerca di persuadere la sorella a rimanere in casa con Aleksej per il bene del figlio, ma Anna è triste. Vronskij, sfidando così le regole della buona società, si presenta a casa Karenin e i due fuggono insieme. Karenin confida allora le sue preoccupazione alla contessa Lidia Ivanovna che assume così il controllo della casa e si prende cura di Serioža .
Levin e Kitty si sono trasferiti in campagna nella tenuta del marito, ma lì ricevono la notizia che Nikolaj è in fin di vita. I due coniugi partono per stare al capezzale del malato e Levin scopre che la moglie è incinta. Vronskij e Anna si trovano in Italia, sulle sponde del Lago di Garda, dove trascorrono felici le loro giornate, ma la donna è preoccupata per il figlio che ha lasciato con il padre. Vronskij la persuade così a fare ritorno in Russia, dove prega il marito di concederle il permesso di rivedere Serioža, ma Karenin, tramite la contessa Ivanovna, glielo nega. Vronskij cerca di far accettare Anna nella sua famiglia, ma sua madre rifiuta qualsiasi legame con la donna che tutti considerano un'adultera. Mentre Levin festeggia la nascita del suo primo figlio, Anna disubbidisce all'ordine di suo marito e va a trovare Serioža di nascosto mentre il bambino è addormentato, ma vengono scoperti da Karenin che la caccia via.
Distrutta dal dolore, Anna comincia ad assumere del laudano che l'aveva aiutata a superare l'aborto. Trascorre le giornate in solitudine, mentre Vronskij viene a conoscenza della giovane principessa Sorokina tramite sua madre. Dopo aver litigato aspramente riguardo al trasferirsi in campagna in attesa della lettera del marito, Anna che sta lentamente cadendo in depressione, comincia a sospettare dell'infedeltà di Vronskij con la principessa Sorokina e diventa sempre più dipendente dal laudano.
Dopo aver visto la principessa Sorokina dare dei documenti a Vronskij sulla porta di casa, Anna perde la pazienza e fa una scenata di gelosia a Vronskij, dove entrambi alzano la voce.
Poco dopo, Vronskij esce e Anna capisce che non c'è più nulla per lei: la sua vita è distrutta, non può più rivedere l'adorato figlio e il divorzio non le interessa più. Decide così di uscire e si reca alla stazione, dove vede arrivare un treno. Sconsolata e in preda allo smarrimento, si butta sotto il treno chiedendo perdono a Dio.
Dopo molti mesi, Vronskij parte con il suo reggimento sulle montagne del Caucaso. In treno incontra Levin che cerca di convincerlo a rivalutare la propria vita, ma l'ufficiale è ancora profondamente devastato per il suicidio dell'amata Anna.
Levin torna così dalla sua famiglia, e vede che il figlio lo riconosce. La scena finale vede Levin che firma un manoscritto Lev Tolstoj.